# Heinrich Gies
Heinrich „Heinz“ Gies (* 22. Juni 1912 in Siegburg, Nordrhein-Westfalen; † 26. April 1973 in Hannover, Niedersachsen) war ein deutscher Schauspieler und Theaterintendant.

## Leben
Heinrich „Heinz“ Gies wurde als Sohn des Feinmechanikermeisters Wilhelm Gies und Barbara Gies (geb. Gorissen) in Siegburg geboren. Nach dem Studium der Germanistik und Kunstgeschichte erlernte er den Beruf des Schauspielers u. a. in Bochum bei Saladin Schmitt, dem damaligen Intendanten des Schauspielhauses Bochum, den er als seinen „größten künstlerischen Lehrmeister“ bezeichnete.
Sein erstes Engagement erhielt er 1940 am Meininger Theater und wirkte außerdem in Fürth.
Nach der Rückkehr aus dem Zweiten Weltkrieg kam er an die Städtischen Bühnen Ulm, wo er als junger Intendant vorwiegend selbst die großen Rollen der klassischen Theaterliteratur (z. B. „Macbeth“ und „Hamlet“) spielte. Weitere Engagements führten Heinrich Gies u. a. nach Gießen und Leipzig.
Schwerpunkt seines Wirkens wurde ab 1952 Berlin. Anfänglich wirkte er an verschiedenen Berliner Bühnen, so z. B. am Theater der Freundschaft und an der Volksbühne, und übernahm bis 1958 die Intendanz der Gastspielbühne Berlin.
Erste Rollen in Filmen der DEFA und beim Deutschen Fernsehfunk (DFF), u. a. in Der Teufelskreis und Der Hauptmann von Köln, waren der Beginn einer zeitlebens anhaltenden Karriere als Filmschauspieler. Er wirkte aber auch weiterhin in Theaterproduktionen mit. Seine Vorliebe galt dabei den Klassikern.
Ende der 50er Jahre verließ Heinrich Gies die DDR und wechselte in den Westen. Dort spielte er u. a. an der Seite von Rudolf Platte in Der Kaiser vom Alexanderplatz am Theater des Westens und wirkte in diversen Theaterproduktionen am Hebbeltheater, Schaubühne am Halleschen Ufer und dem ehem. Hansa-Theater.
Als Charakterdarsteller spielte er in Filmen wie Die Revolution entlässt ihre Kinder und Der Transport (mit Hannes Messemer) sowie in diversen Kriminalfilmen (z. B. Sherlock Holmes und das Halsband des Todes oder in der Verfilmung von Edgar Wallace’ Der Zinker), außerdem in TV-Serien (u. a. Förster Horn und Polizeifunk ruft). Er arbeitete u. a. mit Regisseuren wie Carl Balhaus, Martin Hellberg, Helmut Käutner, Jürgen Roland, Alfred Vohrer, Rolf von Sydow, Erik Ode.
Seine letzte Filmrolle spielte er 1972 in dem Kurzfilm Streik bei Piper & Silz.
Neben der Arbeit als Filmschauspieler übernahm er immer wieder Rollen am Theater, so gastierte er u. a. an Bühnen in Osnabrück, Kassel und Lüneburg. Sein letztes mehrjähriges Engagement führte ihn an das Landestheater Hannover, wo er die ehemalige Tänzerin und Maskenbildnerin Ottilie Gies kennenlernte und 1971 heiratete.
Heinrich Gies starb nach einem Bühnenauftritt am 26. April 1973 an den Folgen eines Herzinfarktes.
Tochter Martina stammte aus seiner ersten Ehe.

## Filmografie (Auswahl)
- 1953: Geheimakten Solvay
- 1956: Der Hauptmann von Köln
- 1956: Die Millionen der Yvette
- 1956: Thomas Müntzer – Ein Film deutscher Geschichte
- 1956: Der Teufelskreis
- 1957: Wo du hingehst...
- 1957: Zwei Mütter
- 1960: Lebensborn
- 1960: Waldhausstraße 20 (TV)
- 1960: Sabine und die 100 Männer
- 1961: Auf Wiedersehen
- 1961: Der Traum von Lieschen Müller
- 1961: Der Transport
- 1961: Die Ehe des Herrn Mississippi
- 1961: Mein Mann, das Wirtschaftswunder
- 1961: Zu jung für die Liebe?
- 1962: Sherlock Holmes und das Halsband des Todes
- 1962: Die Revolution entlässt ihre Kinder (TV)
- 1962: Die unsichtbaren Krallen des Dr. Mabuse
- 1962: Das Geheimnis der schwarzen Koffer
- 1963: Der Zinker
- 1964: Gewagtes Spiel (2 TV-Episoden: „Der Kopfsprung“ und „Teddy und Freddy“)
- 1964: Die Gruft mit dem Rätselschloss
- 1965: Man soll den Onkel nicht vergiften (TV)
- 1966: Förster Horn (TV-Episode „Ein Schritt vom Wege“)
- 1969: Polizeifunk ruft (TV-Episode „Wohnung zu vermieten“)
- 1970: Claus Graf Stauffenberg (TV)
- 1970: Das Stundenhotel von St. Pauli
- 1971: Hamburg Transit (TV-Episode „Ein Zahn zuviel“)
- 1971: Seine Majestät Gustav Krause (TV)
- 1972: Streik bei Piper & Silz (Kurzfilm)